# 桓放之
桓放之，东晋、桓楚官员，出自龙亢桓氏，桓雲之孙，宣城内史桓序的儿子。
王恭之役，孙泰聚集数千人，参与讨伐王恭。桓放之时任鄱阳郡太守，与黄门郎孔道、骠骑谘议周勰等都敬事孙泰，会稽世子司馬元顯也多次去见孙泰求其秘术。后来，杨佺期、桓玄（桓雲哥哥桓温的儿子）、殷仲堪等攻打石头，司马元显派遣丹阳尹王恺、鄱阳太守桓放之、新蔡内史何嗣、颍川太守温详、新安太守孙泰等人，征发京城士庶数万人，据石头抵御。403年，桓玄接受晋安帝禅让，建立桓楚王朝，封桓放之为宁都县王。404年，刘裕诛灭桓玄，桓振继续抵抗晋军。十二月，毛璩派遣涪陵太守文处茂东下，桓振派桓放之为益州刺史，屯守夷陵，文处茂将桓放之击败，桓放之逃到江陵。次年正月，晋军收复江陵，桓振被杀，史书没有提及桓放之的下落。